# Alexander Pallestrang
Alexander Pallestrang (* 4. April 1990 in Bregenz) ist ein ehemaliger österreichischer Eishockeyverteidiger, der im Verlauf seiner aktiven Karriere unter anderem für die EHC Black Wings Linz, den EC Red Bull Salzburg und die Pioneers Vorarlberg in der Österreichischen Eishockey-Liga gespielt hat.

## Karriere
Pallestrang begann seine Karriere beim EHC Hard und wechselte als Jugendlicher zur VEU Feldkirch, wo er bereits 29 Spiele in der Nationalliga absolvierte. 2007 gewann er mit den Vorarlbergern diese zweithöchste österreichische Spielklasse. Mit 18 Jahren wechselte er zu den Black Wings Linz, wo er in der Saison 2008/09 insgesamt 67 Spiele bestritt, davon 25 in der Bundesliga. Er war auch in der Spielzeit 2009/10 für die Österreichische Jugend-Meisterschaft spielberechtigt.
Seit 1. Mai 2010 steht er beim EC Red Bull Salzburg im Bundesliga-Kader unter Vertrag. Mit den Salzburgern gewann Pallestrang in der Saison 2010/11 erstmals in seiner Karriere die österreichische Meisterschaft. Daneben gewann er mit den Klub 2011 die European Trophy. 2015 und 2016 konnte er mit den Roten Bullen erneut österreichischer Meister werden. Nach der Saison 2024/25 beendete er seine aktive Karriere.

### International
Pallestrang nahm für Österreich an der U18-Weltmeisterschaft der Division I 2008, als zwei Assists lieferte, sowie den U20-Weltmeisterschaften 2009, als er mit der Mannschaft aus dem Alpenland Meister der Division I wurde, und 2010, als er in der Top-Division ein Tor und einen Assist erzielte, teil.
Sein Debüt in der Herren-Nationalmannschaft gab er am 16. Dezember 2010 bei der 2:5-Niederlage gegen Norwegen im slowenischen Jesenice. Er nahm an der Weltmeisterschaft 2015 in der Top-Division und 2016 in der Division I teil.

## Erfolge und Auszeichnungen
- 2007 Meister der Nationalliga mit dem VEU Feldkirch
- 2009 Aufstieg in die Top-Division bei der U20-Weltmeisterschaft der Division I, Gruppe B
- 2011 Österreichischer Meister mit dem EC Red Bull Salzburg
- 2011 European-Trophy-Gewinn mit dem EC Red Bull Salzburg
- 2014 Österreichischer Meister mit dem EC Red Bull Salzburg
- 2015 Österreichischer Meister mit dem EC Red Bull Salzburg

## Karrierestatistik
(Legende zur Spielerstatistik: Sp oder GP = absolvierte Spiele; T oder G = erzielte Tore; V oder A = erzielte Assists; Pkt oder Pts = erzielte Scorerpunkte; SM oder PIM = erhaltene Strafminuten; +/− = Plus/Minus-Bilanz; PP = erzielte Überzahltore; SH = erzielte Unterzahltore; GW = erzielte Siegtore; 1 Play-downs/Relegation; Kursiv: Statistik nicht vollständig)